# Andrew Thomas (Footballspieler)
Andrew Thomas (* 22. Januar 1999 in Lithonia, Georgia) ist ein US-amerikanischer American-Football-Spieler auf der Position des Offensive Tackles für die New York Giants in der National Football League (NFL). Er besuchte die Pace Academy und die University of Georgia und wurde beim NFL Draft 2020 in der ersten Runde von den Giants ausgewählt.

## Highschool
Als er an der Pace Academy auf beiden Seiten des Footballs spielte, lobten Thomas’ Trainer seine Arbeitsmoral. Nach seiner Highschool-Karriere spielte Thomas beim All-American Game der Army. Am 10. Juli 2016 ging er nach Georgia, wobei er die Bulldogs den Angeboten aus Alabama, Auburn, Florida und anderen vorzog.

## College
Thomas begann in seiner Freshman-Saison jedes Spiel als rechter Tackle, was ihm am Ende der Saison die Freshman All-American-Auszeichnung einbrachte. In seiner zweiten Saison wechselte Thomas auf die linke Seite. Er verletzte sich beim Spiel gegen South Carolina am linken Knöchel und spielte das folgende Spiel gegen Middle Tennessee nicht mehr. In den nächsten beiden Spielen arbeitete sich Thomas wieder vollständig zurück, obwohl er nach einer erneuten Knöchelverletzung später in der Saison gezwungen war, eine Bandage zu tragen. Nachdem er gegen Kentucky den Weg für 331 Rushing-Yards bereitet hatte, wurde Thomas zum SEC Offensive Lineman of the Week ernannt. Nach der Saison wurde er in die erste Mannschaft All American und in die erste Mannschaft All-SEC berufen. Thomas wurde im Winter nach seiner zweiten Saison außerdem zum NCAA Elite Football Symposium eingeladen; das Programm hilft den Athleten, sich auf den Übergang vom College in die NFL vorzubereiten. Vor seiner Junior-Saison wurde Thomas im NFL Draft 2020 als potenzieller Erstrundenkandidat gehandelt, falls er Georgia nach seinem Junior-Jahr verlassen würde. Am 17. Dezember 2019 kündigte Thomas an, dass er auf sein Senior-Jahr verzichten und am NFL Draft 2020 teilnehmen werde, womit er auch den Sugar Bowl 2020 auslassen würde.

## Professionelle Karriere
| Größe                     | Gewicht         | Armlänge          | Handgröße        | 40-Yard Sprint | 10-yd Split | 20-yd Split | 20-yd Shuttle | 3 Cone Drill | Vertikaler Sprung | Weitsprung         | Bankdrücken       |
| ------------------------- | --------------- | ----------------- | ---------------- | -------------- | ----------- | ----------- | ------------- | ------------ | ----------------- | ------------------ | ----------------- |
| 1,96 m (6 ft 5 1⁄8 in)    | 143 kg (315 lb) | 92 cm (36 1⁄8 in) | 26 cm (101⁄4 in) | 5,22 s         |             |             | 4,66 s        | 7,58 s       | 0,77 m (30,5 in)  | 2,77 m (9 ft 1 in) | 21 Wiederholungen |
| Alle Wert vom NFL Combine |                 |                   |                  |                |             |             |               |              |                   |                    |                   |

Thomas wurde im NFL Draft 2020 von den New York Giants in der ersten Runde an vierter Stelle ausgewählt.